# 单竹窝水电站
单竹窝水电站位于中国广东省梅州市梅县区松口镇（原属松南镇）单竹窝村，是梅江干流（梅县以下河段）规划的四个梯级中的第三个梯级电站。工程于1999年12月动工兴建，2001年6月第一台机组发电，同年7月投入试运行。坝址以上控制流域面积8370平方千米，水库总库容1.56亿立方米，正常蓄水位59米，坝顶高程70米。电站为河床式电站厂房，长88.1米。电站装有4台8500KW的灯泡贯流式水轮发电机组，总容量3.4万KW，年平均发电量1.36亿kW·h。电量由110KV一回路接入梅州市电网。